# Lavalade
Lavalade là một xã của Pháp, nằm ở tỉnh Dordogne trong vùng Aquitaine của Pháp. Xã này có diện tích 3,95 km2, dân số năm 2005 là 97 người. Xã nằm ở khu vực có độ cao trung bình 199 m trên mực nước biển.

## Hành chính
| Danh sách các xã trưởng                |             |                |                  |         |
| Giai đoạn                              | Giai đoạn   | Tên            | Đảng             | Tư cách |
| 1995                                   | đương nhiệm | Bernard Auroux | không chính thức | -       |
| Tất cả các dữ liệu trước đây không rõ. |             |                |                  |         |

## Thông tin nhân khẩu
| Năm    | 1962 | 1968 | 1975 | 1982 | 1990 | 1999 | 2005 |
| ------ | ---- | ---- | ---- | ---- | ---- | ---- | ---- |
| Dân số | 77   | 81   | 77   | 55   | 63   | 80   | 97   |